# So Close to What
So Close to What es el tercer álbum de estudio de la cantante canadiense Tate McRae, siendo lanzado el 21 de febrero de 2025 a través de RCA Records. Fue precedido por tres sencillos: «It's OK I'm OK», «2 Hands» y ««Sports Car»; posteriormente «Revolving Door» sería lanzado como el cuarto sencillo.
McRae se embarcará en una gira titulada Miss Possessive Tour por América y Europa durante 2025 en apoyo del álbum.

## Antecedentes
En diciembre de 2023, McRae lanzó su segundo álbum de estudio Think Later, donde produjo «Greedy», que fue uno de sus sencillos con mayor audiencia. Posteriormente a eso, McRae se embarcó en su gira de conciertos de apoyo Think Later World Tour. Poco después del lanzamiento, se informó que McRae regresó al estudio de grabación el 23 de enero de 2024. En marzo de 2024, McRae confirmó que había regresado al estudio y estaba «escribiendo y viendo lo primero que se le viene a la mente en este momento, especialmente porque es tan rápido después de que su álbum acababa de salir». Cuando la primera etapa de su gira mundial llegó a su fin en agosto de 2024, la cantante confirmó además que había estado trabajando en su próximo álbum mientras estaba de gira.
El 14 de noviembre de 2024, McRae anunció el lanzamiento de su tercer álbum de estudio a través de las redes sociales titulado So Close to What. Según un comunicado de prensa, el álbum pretende capturar «el viaje de crecer cuando el camino por delante parece infinito». El álbum ofrece una «exploración introspectiva del autodescubrimiento, el amor y la búsqueda del equilibrio« en tiempos inciertos.
El 12 de febrero de 2025, McRae vía Instagram reveló la lista de canciones oficial, donde aparecen dos colaboraciones con Flo Milli y The Kid Laroi respectivamente. So Close to What fue lanzado oficialmente el 21 de febrero de 2025, acompañado con un vídeo musical para «Revolving Door».

## Promoción
Durante su Think Later World Tour, McRae tocó tres canciones inéditas del álbum en un evento emergente en Sídney. En apoyo del álbum, la cantante se embarcará en el Miss Possessive Tour, que abarcará 56 fechas en América del Norte, América del Sur y Europa, con los actos de apoyo de Benee y Zara Larsson.

### Sencillos
El sencillo principal del álbum, «It's OK I'm OK», fue lanzado el 12 de septiembre de 2024. La canción recibió críticas positivas y fue acompañada junto con un vídeo musical dirigido por Hannah Lux Davis. La canción debutó en el puesto 20 en la lista Billboard Hot 100, marcando el sencillo debut más alto de McRae en ese momento.  Se lanzaron varios remixes de la canción, junto con una versión en vivo de su actuación en el Madison Square Garden. La canción además pasó a ser el primer número uno inaugural en la lista Billboard Hot Dance/Pop Songs.
El segundo sencillo, «2 Hands», fue lanzado el 14 de noviembre de 2024, el mismo día del anuncio del álbum. Fue acompañado con un vídeo musical con temática de automovilismo. La canción debutó y alcanzó el puesto  41 en el Billboard Hot 100 y en el puesto 22 en el Hot 100 canadiense.
El tercer sencillo, «Sports Car» fue lanzado el 24 de enero de 2025 con su respectivo vídeo musical. La canción recibió críticas positivas y debutó en el puesto 21 en el Billboard Hot 100.
El cuarto sencillo, «Revolving Door» fue lanzando en conjunto con el álbum, el 21 de febrero de 2025.

## Recepción crítica
El sonido de So Close to What fue comparado favorablemente con el de los artistas pop de los años 2000 Britney Spears y The Pussycat Dolls.
En una reseña de cuatro estrellas, Shannon Garner de Clash elogió la «capacidad de McRae para mezclar la vulnerabilidad introspectiva con sensibilidades pop contagiosas». En una reseña de tres estrellas, Will Hodgkinson de The Times describió el álbum como «pop funcional pero sin nada destacable». En una reseña negativa, Clare Martin de Paste describió el álbum como «carente de energía, poco memorable y con algunas excepciones, decididamente mediocre».

## Lista de canciones

### Edición digital
| So Close to What – Edición digital |                                   |                                                              |                      |          |  |
| N.º                                | Título                            | Escritor(es)                                                 | Productor(es)        | Duración |  |
| 1.                                 | «Miss Possessive»                 | Tate Rosner McRae Amy Allen Ryan Tedder Blake Slatkin        | Harris Slatkin       | 2:19     |  |
| 2.                                 | «2 Hands»                         | McRae Allen Harris Peter Rycroft «Lostboy»                   | Tedder Lostboy       | 3:02     |  |
| 3.                                 | «Revolving Door»                  | McRae Julia Michaels Tedder Grant Boutin                     | Tedder Boutin        | 3:00     |  |
| 4.                                 | «Bloodonmyhands» (con Flo Milli)  | McRae Tamia Carter Tedder Boutin                             | Boutin               | 2:42     |  |
| 5.                                 | «Dear God»                        | McRae Michaels Tedder Boutin                                 | Tedder Boutin        | 2:51     |  |
| 6.                                 | «Purple Lace Bra»                 | McRae Allen Emile Haynie                                     | Haynie               | 3:11     |  |
| 7.                                 | «Sports Car»                      | McRae Michaels Tedder Boutin                                 | Tedder Boutin        | 2:45     |  |
| 8.                                 | «Signs»                           | McRae Allen Lostboy                                          | Lostboy              | 2:53     |  |
| 9.                                 | «I Know Love» (con The Kid Laroi) | McRae Charlton Howard Michaels Billy Walsh Tedder Tyler Spry | Tedder Spry Dopamine | 2:36     |  |
| 10.                                | «Like I Do»                       | McRae Boutin                                                 | Boutin               | 3:02     |  |
| 11.                                | «It’s ok I’m ok»                  | McRae Savan Kotecha Ilya Salmanzadeh Tedder                  | Salmanzadeh Tedder   | 2:36     |  |
| 12.                                | «No I’m Not in Love»              | McRae Allen Tedder Lostboy                                   | Tedder Lostboy       | 3:02     |  |
| 13.                                | «Means I Care»                    | McRae Allen Tedder Rob Bisel Steven Marsden                  | Tedder Bisel         | 2:55     |  |
| 14.                                | «Greenlight»                      | McRae Boutin                                                 | Boutin Haynie        | 2:45     |  |
| 15.                                | «Nostalgia»                       | McRae Boutin                                                 | Boutin               | 3:03     |  |
| 42:30                              |                                   |                                                              |                      |          |  |

### Edición física
| So Close to What – Edición física |                      |                                    |                    |          |  |
| N.º                               | Título               | Escritor(es)                       | Productor(es)      | Duración |  |
| 1.                                | «Miss Possessive»    | McRae Allen Tedder Slatkin         | Harris Slatkin     | 2:19     |  |
| 2.                                | «2 Hands»            | McRae Allen Harris Lostboy         | Tedder Lostboy     | 3:02     |  |
| 3.                                | «Dear God»           | McRae Michaels Tedder Boutin       | Tedder Boutin      | 2:51     |  |
| 4.                                | «Purple Lace Bra»    | McRae Allen Haynie                 | Haynie             | 3:11     |  |
| 5.                                | «Signs»              | McRae Allen Lostboy                | Lostboy            | 2:53     |  |
| 6.                                | «Sports Car»         | McRae Michaels Tedder Boutin       | Tedder Boutin      | 2:45     |  |
| 7.                                | «Revolving Door»     | McRae Michaels Tedder Grant Boutin | Tedder Boutin      | 3:00     |  |
| 8.                                | «No I’m Not in Love» | McRae Allen Tedder Lostboy         | Tedder Lostboy     | 3:02     |  |
| 9.                                | «It’s ok I’m ok»     | McRae Kotecha Salmanzadeh Tedder   | Salmanzadeh Tedder | 2:36     |  |
| 10.                               | «Greenlight»         | McRae Boutin                       | Boutin Haynie      | 2:45     |  |
| 11.                               | «Better Than I Was»  | McRae Allen Boutin                 | Boutin             | 2:21     |  |
| 12.                               | «Call My Bluff»      | McRae Allen Haynie                 | Haynie             | 3:15     |  |
| 13.                               | «Nostalgia»          | McRae Boutin                       | Boutin             | 3:03     |  |
| 37:03                             |                      |                                    |                    |          |  |

## Posicionamiento en listas
| Listas (2025)                  | Mejor posición |
| ------------------------------ | -------------- |
| Estados Unidos (Billboard 200) | 1              |
| Reino Unido (OCC)              | 2              |